# Diocèse de Maurienne
Le diocèse de Maurienne (en latin : Diocesis Maurianensis), est un diocèse uni æque principaliter de l'Église catholique en France.
Érigé au VIe siècle dans la ville de Maurienne, maintenant Saint-Jean-de-Maurienne, il est l'un des diocèses historiques de la Savoie. Supprimé en 1801, il est rétabli dès 1825. De 1825 à 1966, il est suffragant de l'archidiocèse métropolitain de Chambéry. Depuis 1966, les diocèses de Maurienne, de Tarentaise et de Chambéry sont réunis pour former l'archidiocèse de Chambéry, Maurienne et Tarentaise mais le diocèse existe toujours et la cathédrale est l'un des trois sièges de l'évêque diocésain. Depuis 2002, l'archidiocèse de Chambéry, Maurienne et Tarentaise n'est plus métropolitain, mais suffragant de l'archidiocèse métropolitain de Lyon et relève de la province ecclésiastique de Lyon.

## Nom du diocèse
Le nom du diocèse est « Maurienne », comme retranscrit en latin Diocesis Maurianensis, notamment lors de l'union des diocèses de Savoie. L'intitulé peut surprendre puisque selon la tradition le diocèse porte le nom de la ville où réside l’évêque et où se trouve la cathédrale, pour ce diocèse la ville de Saint-Jean-de-Maurienne avec la cathédrale Saint-Jean-Baptiste. On trouve donc la forme « diocèse de Saint-Jean-de-Maurienne », comme sur le site catholic-hierarchy.org.
Il faut souligner qu'avant de prendre le nom de « Saint-Jean-de-Maurienne », la ville portait le nom de « Maurienne », selon les formes Urbem Mauriennam (VIe siècle), urbs Maurienna, locus Mauriennensis,. Le chanoine Adolphe Gros, dans sa recherche étymologique du nom de Maurienne, indique que la « Maurienne » sous sa forme Maurigenna, désigne la ville jusqu'au Xe siècle, où le nom du saint est accolé, tandis que la vallée était désignée par « territorio Mauriennam » ou « vallis Maurigennica ».

## Province ecclésiastique
Le territoire originel du diocèse de Maurienne correspond à l'ancienne province romaine des Alpes cottiennes, dont la capitale était la ville de Suse, sur le versant italien. Jusqu'à l'érection du diocèse de Maurienne par le roi Gontran, la vallée de Maurienne relevait de l'évêché de Turin. Des tensions opposent l'évêque de Maurienne Leporius (Leborius) à l'archevêque d'Embrun Eméritus à propos des limites des deux circonscriptions. Le diocèse de Maurienne comprend les vallées de l'Arc — la Maurienne — et de la Doire Ripaire — le val de Suse jusqu'à Veillane (Aveillanne, Avigliana), comprenant les vallées de Lanz, de Bardonnèche en Piémont —, ainsi que le Haut-Briançonnais, dans le secteur de la Roche-de-Rame,,. Sur sa partie nord, la ligne de crête des montagnes le sépare du diocèse, puis archidiocèse métropolitain de Tarentaise. Ces différentes limites se retrouvent dans des documents au cours de ces premiers siècles : diplôme en 887, bulles pontificales en 904, en 1123 et 1184.
Toutefois, ces limites ne trouvent une stabilité qu'à partir du milieu du XIIIe siècle. En effet, le diocèse semble perdre le contrôle sur le Briançonnais au milieu du XIe siècle et la vallée de Suse en 1129. En effet, dans un acte du 14 mai 1129 où l'évêque Conon II effectue une transaction avec Guillaume, abbé de la Novalaise, il n'est fait d'aucune mention des droits épiscopaux sur la vallée de Suse ou la vallée de la Genischia,.
Le pouillé, réalisé en 1465, indique que le diocèse possède environ 80 paroisses. Le diocèse comptait, au début du XIXe siècle, « environ cent paroisses, à partir de La Chavanne et La Rochette [— en aval de la vallée de l'Isère, débouchant sur la combe de Savoie —], jusqu'à Bonneval », en Haute-Maurienne. Lorsque le diocèse de Chambéry est érigé en archevêché, avec pour suffragants, à partir de 1825, les diocèses de Maurienne et de Tarentaise, la Maurienne perd une vingtaine de paroisses. En 1846, dans l'étude du chanoine Angley (1789-1852), le diocèse est constitué de 80 paroisses, organisées en 10 archiprêtrés à partir des chefs-lieux de Lanslebourg, Modane, Saint-Michel, Saint-Jean-de-Maurienne, Fontcouverte, Saint-Étienne-de-Cuines, La Chambre, Aiguebelle, Bonvillard-sur-Aiton et Chamoux.
L'assemblée synodale de juin 2002, mettant en place la nouvelle organisation des diocèses de Chambéry, Maurienne et Tarentaise, institue la doyenné de Maurienne, constituée de 7 paroisses : Saint-Christophe - Porte de Maurienne ; Sainte-Madeleine de La Chambre ; Cathédrale St-Jean-Baptiste en Maurienne ; Saint-Michel en Maurienne ; Ste-Thècle - Le Galibier ; Notre-Dame du Charmaix - Modane et Notre-Dame de l'Alliance en Haute-Maurienne.

## Histoire
Le siège épiscopal de Maurienne a été fondé du temps de Gontran, petit-fils de Clovis, vers 575. Son diocèse correspond à la vallée de la Maurienne, la cathédrale est à Saint-Jean-de-Maurienne.

### Fondation de l'évêché

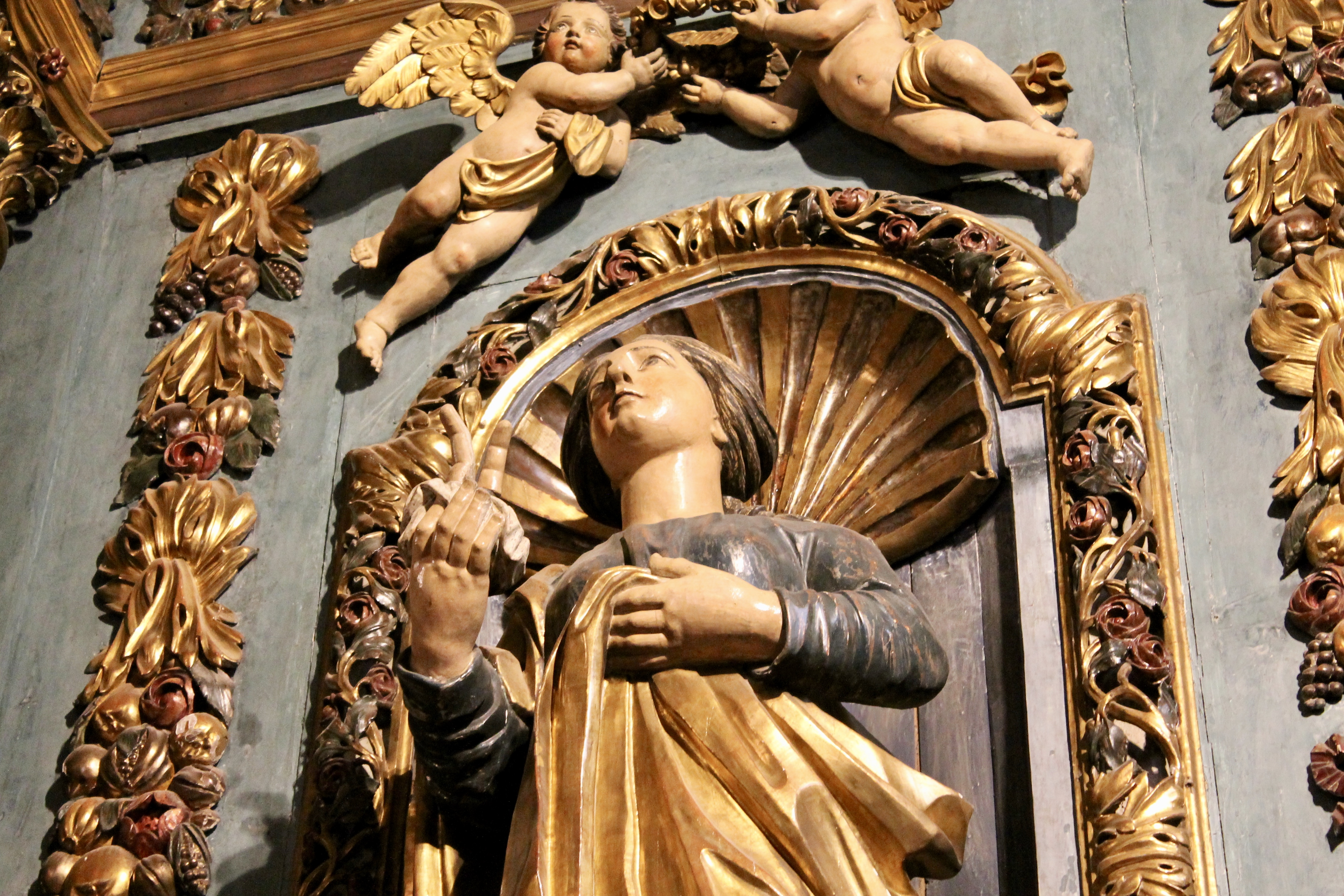
Statue en bois de sainte Thècle présentant les doigts de Jean le Baptiste (détails du retable du maître autel de église Notre-Dame-de-l'Assomption de Valloire).

Jusqu'au VIe siècle, la vallée de la Maurienne dépend du diocèse de Turin, tout comme la vallée de Suse,. Vers 574-575, le roi Gontran s'empare de ces deux vallées. Afin d'affirmer son contrôle sur les Alpes, il crée un nouvel évêché. Lors du synode organisé à Chalon, vers 579, les territoires formés de la Maurienne, du Val de Suse, du Haut Briançonnais et du Val de Lanzo sont organisés en diocèse. Le pape Grégoire Ier s'y oppose sans succès. Certains évêques ont pu porter le titre correspondant à ses deux vallées « de Maurienne et de Suse ».
La légende raconte que la cité de « Maurienne » (l'actuelle Saint-Jean-de-Maurienne) aurait reçu de Tigris / Tygris / Tigre, devenue par altération Thècle, dite de Valloire, au VIe siècle, des reliques de Jean le Baptiste, « les doigts qui ont touché la tête du Seigneur dans le fleuve du Jourdain ». Dans le recueil des Sept livres des miracles Septem libri miraculorum (livre I, chap. XIV), Grégoire de Tours indique que ces reliques devaient être transportées de la petite ville de Maurienne vers le siège métropolitain de Turin, dont elle dépendait, sur la demande de l'évêque de Turin, Rufus, vers 550. Il semble que le messager eut un accident de parcours, ce qui fut considéré comme un message du ciel et on laissa les reliques dans ce lieu. À la suite de cet événement, Gontran, roi de Bourgogne, élève une cathédrale dédiée à Jean le Baptiste, commençant les travaux vers 561 ou 565. Au-delà de l'aspect spirituel, Gontran soustrait la vallée à l'autorité de l'évêque de Turin, prenant ainsi le contrôle sur les vallées de Suse et de Briançon. Cette politique lui permet de contrôler les vallées alpines entre son royaume et les territoires lombards, de la plaine du Pô. Il fait ainsi une donation de dix-sept paroisses à la nouvelle Église de Maurienne (voir ci-après).
Le choix du siège s'est fait entre Suse, sur le versant italien des Alpes, et « Maurienne » (Maurienna), plus modeste, mais sur le versant français,. Suse était, jusque-là, la capitale de l'ancienne province romaine. Le roi Gontran opte pourtant pour « Maurienne », future Saint-Jean-de-Maurienne, la cité ségusiane étant trop proche de Turin et de la menace lombarde,. Si les reliques de Jean le Baptiste ont servi de prétexte, c'est sa position qui entre en compte, en étant plus proche de sa résidence royale,. En effet, elle se trouve plus proche de ville de Chalon, principale ville de résidence du roi de Bourgogne. D'ailleurs, l'évêque porte parfois le titre de « évêque de la cité de Suse et de Maurienne » (Segusinae civitatis vel Maurianorum episcopus, soit la « mise en corrélation [d']un lieu géographique (Suse) et une population (mauriennaise) » selon Leguay). En 887, l'évêque Asmondus est appelé évêque de Maurienne et de Suse, lors d'une donation du roi Boson,. Les historiens Jean Prieur (1968) et Lovie (1979) s'interrogent sur cet évêché reposant sur deux vallées, « Peut-être les premiers évêques de Maurienne avaient-ils un siège double : Saint-Jean-de-Maurienne et Suse » (Prieur). Les deux historiens font observer l'existence d'une cathédrale double, « A Suse, la proximité et la disposition de la cathédrale et de l'église Sainte-Marie rappellent la proximité et la disposition de la cathédrale et de l'église Notre-Dame à Saint-Jean-de-Maurienne. » (Prieur).
Le premier titulaire connu de l'évêché semble être Felmase, mentionné dans un manuscrit du Xe siècle,,, consacré par l'archevêque de Vienne,. Il s'agirait très probablement d'Isice II. Felmase est signataire au concile à Chalon, en 579, ville de résidence du roi, Gontran.
Entre 794 et 887, le diocèse semble suffragant de celui de la Tarentaise. Au XIe siècle, la vallée de Suse semble échapper à l'évêque de Maurienne. Elle revient sous son autorité, sans que les historiens ne sachent vraiment à quelle date. Au cours de cette période, un faux diplôme appelé décret de Conrad, daté de 1038 (voire peut être plus ancien), réunit l'évêché de Maurienne à celui de Turin.
Deux bulles pontificales, du XIIe siècle viennent confirmer les donations faites par le roi Gontran, ainsi que le nom du premier évêque Felmase. Le pape Lucius III, le 16 octobre 1184 confirme la juridiction sur dix-sept paroisses : Jarrier, Saint-Pancrace, Foncouverte, Villarambert, Saint-Jean et Saint-Sorlin d'Arves, Montrond, Albiez-le-Jeune et Albiez-le-Vieux, Villargondran, Valloires, Saint-André, Le Bourget, Aussois, Sollières, Termignon, Argentine et la moitié des Millières. Il faudrait cependant très probablement ajouter celles voisines de Saint-Jean-de-Maurienne, de Saint-Martin-d'Arc, Valmeinier, Albanne et Montrricher. Le pape Clément III, le 6 juin 1190, confirme lui aussi ces différentes donations à l'Église de Maurienne.

### Un puissant évêché
La terre épiscopale de Maurienne, relevant directement du pouvoir temporel de l'évêque, comprend, au XIe siècle, par les villages et paroisses de Saint-André et Argentine, situées en rive droite, et les seize autres « depuis le ruisseau du Freney jusqu'au Rocherai, entre Saint-Jean et Pontamafrey : Saint-Martin d'Arc, Valmeinier, Valloire, Albane, Montricher, Villargondran, Albiez-le-Jeune et Albiez-le-Vieux, Montrond, Saint-Jean et Saint-Sorlin d'Arves, Fontcouverte, Villarembert, Saint-Pancrace, Jarrier et Saint-Jean de Maurienne, ». Les terres de Chamousset, Le Sappey, Hermillon, Montaimont, Montvernier, Saint-Julien, Cuines et les Villards leur ont appartenu un temps avant de passer notamment entre les mains des nobles de La Chambre, apparus au milieu du XIe siècle. Sur la rive gauche de l'Arc, les évêques possèdent treize des quinze paroisses (moins Valmeinier et Saint-Martin-d'Arc), mais les enchevêtrements des droits faisaient que l'évêque partagera, à partir du XIVe siècle, la juridiction avec les comtes de Savoie et il ne gardera l'administration temporelle que sur les paroisses Argentine, Albanne, Montricher, Valloire et Saint-André,,,.
L'empereur Conrad II le Salique ayant ceint la couronne du royaume de Bourgogne en 1032 se faisait reconnaître dans ses nouvelles possessions, seul l'évêque de Maurienne refuse l'hommage. Commandant des marches de Maurienne, Humbert aux Blanches Mains, prend la ville d'assaut après un long siège et la livre à l'incendie afin de soumettre l'évêque rebelle. Cela marque l'émergence de la maison de Savoie avec le premier comte Humbert Ier de Savoie, en Maurienne. En 1038, Humbert reçoit le titre de « comte en Maurienne ».
L'organisation territoriale temporelle, vers la fin du XIIIe siècle-début du XIVe siècle, repose sur six châtellenies épiscopales. Le reste de la vallée est placé sous l'administration comtale avec les châtellenies d'Aiguebelle (basse vallée) et de Maurienne (partie moyenne et haute de la vallée).

### Perte d'influence au profit des Savoie
Le contrôle de l’évêché sur son territoire produit une « jacquerie » — dite révoltes des Arves — à la fin de l’année 1326,. Des paysans du bassin de l'Arvan se soulèvent, « exaspérés par l'oppression fiscale et les « injustes vexations » commises par des agents de l'évêque de Maurienne », Aimon II de Miolans. Le palais épiscopal ainsi que quelques maisons sont brûlés. L’évêque se réfugie dans la collégiale Sainte-Catherine de Randens, à proximité d'Aiguebelle, auprès du comte de Savoie. Il doit se résoudre, le 2 février 1327, à signer un traité avec Édouard de Savoie, venu à son secours. Ce traité est dit « traité d'association ». Le traité instaure un territoire constitué de fiefs communs et placé sous l'autorité des deux souverains, la « Terre commune », administré par un courrier « ou corrier, sorte d'administrateur et un juge, élus par les deux parties contractantes » et un juge. L'évêque ne gardant que la « Terre limitée », où s'applique son autorité temporelle. La terre dite « commune » comprend le centre de l'évêché, Saint-Jean, ainsi que « dix paroisses rurales, Jarrier, Saint-Pancrace, Fontcouverte, Villarambert, Saint-Jean et Saint-Sorlin d'Arves, Montrond, les deux Albiez et Villargondran ». L'évêque ne possède plus que les trois châtellenies de Saint-André, Argentine et Valloire (constituée d'Albane, Montricher et Valloire et dont le centre se trouve probablement au château Saint-Pierre,).
Cet événement marque ainsi la fin du pouvoir temporel de l'évêque sur la Maurienne, puisque les Savoie profitent de la situation pour s'imposer définitivement dans la vallée de la Maurienne,. Surtout que depuis l'indult de 1451 (cf. section « Liste des évêques »), les évêques de Maurienne sont désormais désignés par le duc de Savoie.
En 1597, la vallée de la Maurienne est occupée par les troupes françaises, menées par Lesdiguières. La ville de Saint-Jean est occupée et l'évêque, Philibert Milliet, s'est réfugié dans la capitale ducale, Turin. Envoyé en Espagne par le duc Charles-Emmanuel Ier de Savoie, il reprend possession de son évêché en 1598 avant de le fuir à nouveau, à la suite d'une nouvelle occupation du duché de Savoie en 1600. Il résigne son évêché en 1618, devenant archevêque de Turin jusqu'à sa mort.
En 1735, création du séminaire de Saint-Jean-de-Maurienne.
En 1768 et 1769, l’évêque de Maurienne renonce à ses titres et à ses pouvoirs temporels.

### Occupation française et union des diocèses de Savoie
En 1792, la Savoie est touchée par le mouvement révolutionnaire français. L'Assemblée des Allobroges se réunit le 22 octobre et confisque les biens du clergé le 26. Le 27, elle abolit les privilèges. La Convention nationale accepte l'annexion de la Savoie, qui devient le 84e département français sous le nom du Mont-Blanc. Chambéry en est le chef-lieu et Annecy accueille le siège de l'évêché constitutionnel. Le concordat de 1802 (2 avril 1802) crée un grand évêché de Chambéry-Genève, confié provisoirement à Paget. Cela met fin à l’archevêché de Moûtiers-Tarentaise.
Le concordat de 1802 rassemble, avec le titre de Chambéry et Genève, l'ensemble des deux départements savoyards, mettant fin à l’archidiocèse de Saint-Jean-de-Maurienne. En 1825, le diocèse de Maurienne est rétabli, mais en ayant perdu une vingtaine de paroisses, réunies à celui de Chambéry.
Le 26 avril 1966, une constitution apostolique de Paul VI unit les diocèses de Chambéry, de Moûtiers et celui de Maurienne. Cette constitution apostolique indique que les diocèses de Tarentaise et de Maurienne sont réunis æque principaliter à l'archidiocèse de Chambéry « de telle sorte qu'il y ait un seul et même évêque à la tête des trois diocèses et qu'il soit en même temps archevêque de Chambéry, évêque de Maurienne et évêque de Tarentaise ».

### Cartulaire de Maurienne
La Cartulaire de Maurienne est un recueil d'actes provenant du diocèse, entre 887 et 1642, et publié sous le titre Chartes du diocèse de Maurienne en 1861 par Alexis Billiet, archevêque de Chambéry, dans les « travaux » de l'Académie impériale de Savoie.

## Liste des évêques
Malgré la mention de quatre personnages par Joseph-Antoine Besson, notamment dès  341 avec un évêque Lucien (Lucianus, episcopus Maurianensis), qui aurait participé à un concile de Rome (repris dans la Gallia Christiana auquel Besson participe), et contesté par les auteurs plus récents (chanoine Angley, Adolphe Gros, Jacques Lovie, etc.), le premier évêque titulaire mentionné avec certitude est saint Felmase, vers la fin du VIe siècle,,,. Selon Adolphe Gros (1948), historien de la province, soixante-dix évêques se sont succédé sur le siège de Maurienne depuis le saint (v.  579), auxquels il faut ajouter ceux courant jusqu'à l'union des trois diocèses de Savoie en 1966.
Au cours de la période médiévale, les évêques de Maurienne sont considérés comme les « légats pontificaux pour la Savoie », ayant un rôle diplomatique notamment auprès du comte de Savoie. Leur rôle leur permet d'obtenir également certaines charges ou honneurs. Une douzaine d'entre-eux sont des cardinaux. Le 17 février 1768, le roi Charles-Emmanuel III créé le titre honorifique de « Prince d'Aiguebelle » en faveur d'Ignace-Dominique Grisella de Rosignan. Dès lors, l'évêque perd en réalité son pouvoir temporel, le titre de « prince de Maurienne », et doit se contenter d'une rente et du droit sur les seules paroisses d'Aiguebelle, d'Aiton, du Bonvillaret, de Montsappey et de Randens.
Plusieurs d'entre-eux ont été moines de l'abbaye de la Novalaise avant le XIe siècle, mais à partir de l'implantation des « Humbertiens » dans la vallée, et ce jusqu'au XIVe siècle, les évêques proviennent, pour les siècles suivants, des grandes familles aristocratiques des environs (Maurienne, Savoie). Ils sont originaires par la suite du Piémont voisin, puis de la Bresse.
Du milieu du XIIe siècle jusqu’au milieu du XIVe siècle, les évêques sont traditionnellement élus par le chapitre cathédral. Vers 1350, les papes successifs se réservent le droit de la nomination. À partir de 1451, le duc de Savoie obtient du pape l'indult, c'est-à-dire la possibilité de désigner, en accord avec le Saint-Siège, les futurs évêques dans ses États — Maurienne, Genève et Tarentaise —, mais aussi les abbés,. Ces derniers devront être obligatoirement sujets piémontais. Ce principe est confirmé par le concordat de 1721 et se maintient jusqu’à l'occupation du duché par les troupes révolutionnaires françaises (1792). Avec le rétablissement du diocèse en 1825, les évêques sont à nouveau d'origine savoyarde jusqu'aux années 1950. Dès lors trois évêques, originaires d'autres provinces se succèdent sur le trône, jusqu'à André Bontems, qui à partir de 1966, porte les titres d'archevêque de Chambéry, évêque de Maurienne et évêque de Tarentaise.